# 吳樹芬
吳樹棻（1857年—？），又稱吳樹芬，字栘香，山東濟南府歷城縣（今屬濟南市）人，清朝政治人物、進士出身。
光緒二年，鄉試中舉；光緒六年，庚辰科會試第一名（會元），同年殿試二甲進士，改庶吉士。光緒七年，任武英殿協修。光緒九年，任翰林院編修、國史館協修、武英殿纂修。光緒十二年，任會試同考官、教習庶吉士。光緒十五年，任方略館纂修、河南學政。光緒十九年，任山西道監察御史。光緒二十年，任四川學政。光緒二十一年，掌山西道監察御史。光緒二十三年，任兵科給事中。光緒二十七年，署陝西按察使，任陝西鳳邠鹽法道。